# Salomé I
Salomé I (ca. 65 a. C. - ca. 10 d. C.) fue una noble de la Dinastía herodiana, hija de Antípatro de Idumea y hermana de Herodes el Grande. De su matrimonio con Costóbaro, gobernador de Idumea, fue madre de Berenice. Tras la muerte de Herodes en el 4 a. C. heredó la toparquía de Jamnia, Azoto y Fasaelis, territorios que gobernó hasta su muerte.

## Biografía

Tras la muerte de su hermano Herodes el Grande, Salomé heredó los territorios de Jamnia, Azoto y Fasaelis.

El segundo marido de Salomé fue Alexas Helcias, un caballero de Herodes. Tuvo tres hijos de Costobaro, Antípatro IV (que se casó con Cipros II, hija de Herodes y Mariamna I), Berenice A (que se casó primero con Aristóbulo IV, hijo de Herodes por la misma madre; y en segundas nupcias con Teudión, hermano de su primera esposa Doris) y una hija sin nombre (que se casó con el hijo de Alexas, el Tesorero del Templo).
Al igual que su bisnieta la princesa Salomé, se divorció de su marido en contravención de lo que Flavio Josefo (Antigüedades Judías 15.7.10) dice que eran las leyes judías de la época:

"Pero algún tiempo después, cuando Salomé se peleó con Costobaro, le envió una carta de divorcio y disolvió su matrimonio con él, aunque esto no fue de acuerdo con las leyes judías; porque con nosotros es lícito que un marido lo haga; pero una esposa; si se aparta de su marido, no puede por sí misma casarse con otro, a menos que su anterior marido la haya alejado. Sin embargo, Salomé eligió seguir no la ley de su país, sino la ley de su autoridad, y así renunció a su matrimonio..."

Los hijos de Berenice fueron Herodías, Herodes Agripa I, rey de Judea, Herodes de Calcis y Aristóbulo Menor, y Mariamna III (que pudo ser la primera esposa de su tío, Herodes Arquelao, etnarca de Judea).
A la muerte de Herodes el Grande en el 4 a. C., se le dio una toparquía que incluía las ciudades de Jamnia, Azoto, Fasaelis y 5000 dracmas. El emperador romano Augusto complementó esto con una habitación real en Ascalón. Aunque nominalmente era la reina de estas zonas, en última instancia, estaba sujeta al prefecto de Judea.
Después de la muerte de Salomé, Jamnia cayó ante Livia, la futura emperatriz romana, y luego ante su hijo Tiberio.